# Ilo (distrito)
O distrito peruano de Ilo é um dos 3 distritos da Província de Ilo, situada no Departamento de Moquegua, perteneciente a Região Moquegua, Peru.
Prefeito: Gerardo Felipe Carpio Díaz (2019-2022).

## Transporte
O distrito de Ilo é servido pela seguinte rodovia:
- PE-1SD, que liga o distrito de Samuel Pastor (Região de Arequipa) à cidade de Tacna (Região de Tacna)
- PE-36, que liga o distrito de Moquegua à cidade [1][2][3]